# Campionato sudamericano maschile di pallacanestro 1934
Il 3º Campionato dell'America Meridionale Maschile di Pallacanestro (noto anche come South American Championship 1934) si è svolto dal 13 al 21 aprile 1934 a Buenos Aires in Argentina. Il torneo è stato vinto dalla nazionale argentina.
I FIBA South American Championship sono una manifestazione contesa dalle squadre nazionali dell'America meridionale, organizzata dalla CONSUBASQUET (Confederazione America Meridionale), nell'ambito della FIBA Americas.

## Squadre partecipanti
- Argentina
- Brasile
- Cile
- Uruguay

## Classifica finale
| Pos | Squadra   | V-P |
| --- | --------- | --- |
|     | Argentina | 6-0 |
|     | Cile      | 3-3 |
|     | Brasile   | 1-5 |
| 4   | Uruguay   | 2-4 |